# エギング

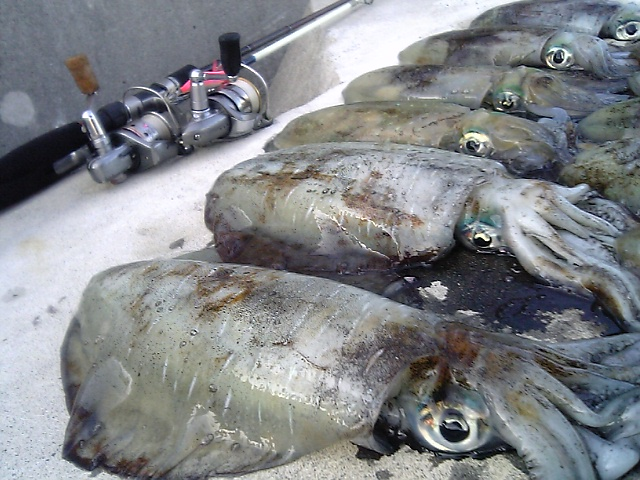
エギングで釣れたアオリイカ

エギングとは、イカを釣る釣法の一種。ルアーフィッシングの「タックル」と称される釣具を基本とし、そのルアーを餌木（えぎ）に換えた釣法を指す。
語源は、西洋の釣法を基本とすることから餌木を egi と読み英語の進行形 ing を付したもの（和製英語）の片仮名読みである。同様に、餌木を「エギ」と片仮名表記することも多い。
ルアーフィッシングの一分野とされ、用いられる用語も餌木以外はルアーフィッシングに準ずる。
エギングに興じるアングラーを総じてエギンガーという。対象魚としてはアオリイカが人気で、他にもコウイカやスルメイカ、ヤリイカなどのイカ類全般、またタコなどもエギングで釣ることができる。

## 餌木（エギ）

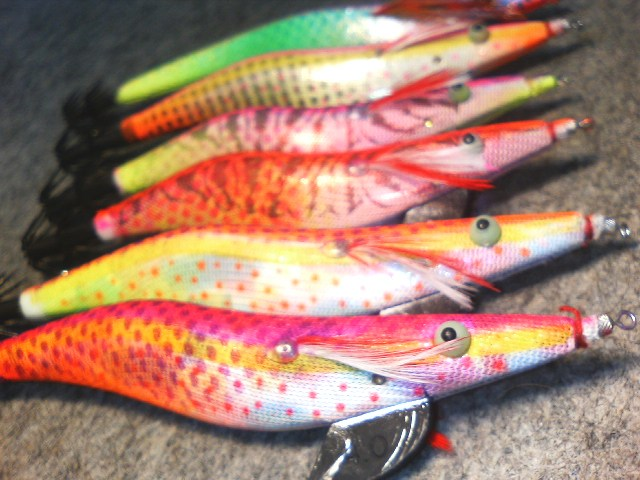
餌木（エギ）

餌木は日本古来のルアーと言える。起源にも諸説あるが、漁師が松明を持って船上で作業していた時に、松明を海中に落としたところ、松明にイカが抱きついたことから始まったとされている。鹿児島県歴史資料センター黎明館の学芸員がシマノの取材に対して語ったところによれば、明確な文献は残っていないが、奄美大島で発祥し、江戸時代中期から末期にかけて、種子島を経由して薩摩に伝わったと推測されている。同センターには当時の餌木が収蔵されており、奄美では大型の魚型で、薩摩では小型になり、時代が下るにつれて細いエビ型になったり焼き付けによる模様付けが行われるなど、現在のものに近づいていくのがわかる。
現在では多くの餌木が開発されている。基本的に外観はエビに似せた形や模様を施しており、木材やプラスチックで形成されている。これに金・銀・マーブルなどのカラーテープを貼り、更にその上から各色の布を貼り付けているものが多い。
後方にはイカの触手をかけるための、カンナと呼ばれる針が放射状についている。イカは魚とは違い複雑な動きをしないため、通常の釣り針にはほとんど付いている針外れ防止のための「返し」が、カンナには付いていない。
また、餌木の前方下部には鉛のシンカーが取り付けられており、沈下姿勢や沈降速度により、その重さはメーカーによりそれぞれである。形状にも四国型や大分型など、生産地や生産者ごとに分類されたいくつかの種類が存在している。近年ではそうした地域的な形状変化よりも各メーカーともにアングラーの用途に特化した餌木を開発する傾向にある。例えば、沈下速度の速いものや、遅いもの、またダーティングさせやすいものの他、ジャンピング性能だけを向上させたものなど、バリエーションは様々である。
操作時にラトル音を発生させてイカを誘うタイプの餌木も存在する。また、極端に重い餌木を使用する釣法を特にティップランエギングという。
餌木の色に関しては多くの説があり、正確なことは経験により構築されるものである。海の濁り具合や空模様、天気などによってイカへのアピール度が違うと言われている。それぞれのシチュエーションで見えやすい色が違うため、現在では多くのカラーバリエーションが各メーカーごとに開発され続けている。餌木の下地テープには反射素材を用いられており、布地の色よりも下地の色が重視される。
餌木の大きさも各種発売されており、対象となるイカの大きさに合わせたりフィールドや状況に適したものを選んだりすることができる。また、通常の品が600円から1200円前後するのに対し、100円や200円の比較的安値で販売されている餌木は「デフレ餌木」などと呼ばれることがある。値段によって釣れないということはないが、基本的には餌木の価格の違いほどに釣果の差はなく、安い餌木で大漁の時もあれば、有名メーカーの高価な餌木でまったく釣れない場合もある。

## 餌木以外の釣具（タックル）[2]
おおよそ、8ft前後のカーボンロッドに2000～3000番台のリールを用い、メインラインにPE、ショックリーダーとしてフロロカーボンを使用する。

### カーボンロッド
エギング用のロッドはこの釣り方が一般化した頃から多くの改良を重ね進化してきた。エギングロッドに求められるのは、一日中シャクリ続けても疲れにくい軽さや、軽いだけでなく餌木の飛距離やコントロールをしやすいロッドバランス、また風のある時や複雑なシャクリ時にもロッド等にラインが絡みにくいようなガイドなど、多くのアングラーの嗜好に合わせた多種多様な条件がある。
一般に７～９ft前後で、ライト～ヘビークラスのエギングロッドが使用され、チューブラーモデルとソリッドモデルが存在する。
エギングロッドは基本的に長ければ長いほど遠投性に優れ、短いほどに取り回しが良い。
また、固ければ固いほどにパワーがあるため大型のイカにも対応できる。
ティップは餌木の操作がしやすいチューブラーモデルが主流だが、柔らかくアタリがとりやすいソリッドモデルを好む釣り人もいる。
最も汎用性が高いモデルは８ft台のミディアムライトクラスで、チューブラーモデルのものである。
よって、エギングを始めたいビギナーには上記のモデルを推奨する。

### 小型スピニングリール
小型スピニングリールは2500～3000番台のものが使用される。
ギア比はノーマルギアが主流であるが、水深がある釣り場で使用する場合や、手返し良くイカを狙う場合はハイギアモデルが適している。
また、各メーカーからエギング専用モデルとして販売されている製品はダブルハンドルが装着されていることが多い。
ダブルハンドルの利点は自重によって自転しないため、ラインスラッグの管理が容易いことにある。
しかし、シングルハンドルに比べ、巻き上げ力が弱いことや使用者の手の大きさによっては使いづらいなどの欠点もある。

### PEライン
主に0.5号から1号までの太さのラインが使用される。中でも汎用性が高いのは0.6号であり、春秋ともに幅広く使用できる。しかし、春の大型イカをメインで狙う場合は0.8号以上のラインを使用することが推奨されるため、狙うイカのサイズによって使用するラインも変更していくことが重要である。
また、PEラインには4本編みから12本編みのものがあり、編み数が多いほど強度が出るため編み数が多いラインを選択した方がよい。
なお、後述のショックリーダーの使用は必須である。

### ショックリーダー
主にフロロカーボン素材のものが使用される。強度は使用するPEラインと同等か、少し弱いものを使用する。
PEラインとの結束方法はFGノットが理想ではあるが、電車結びでも実用可能である。

## 普及と問題点
日中でもイカが餌木の動きに反応することが知られたのはここ数年のことで、ルアーを使用しての釣りで比較的ライトタックルで攻めやすいことと、前述の通り日中でも釣行できる手軽さ、またイカ特有の引きの良さから近年人気を得るようになった。特にバサー（バスフィッシングアングラー）からの転向も多いことが知られる。
一方、バスフィッシングでも問題となったように、釣り場を荒らすもの（ゴミを放置したり、波止場をイカスミで汚す等）が増えたことで地元のアングラーや居住者たちからの批判もある。
また、実際の釣り場ではエギングのみならずあらゆるジャンルのアングラーが釣りをしているので、比較的ライトタックルで攻めることができるエギングは移動性などの観点から有利であるが、近年はマナーを無視したエギンガーが増えている現状がある。

### 餌木の根がかり
餌木は、エギングの釣法として底まで沈めることが多いので、餌木が海底の藻や障害物に引っかかり、そのまま海中に残ってしまうことがある。他のルアーでも同じような問題はあるが、特にエギングでは底を意識した釣り方になる分、ロストされる餌木が多いのは環境汚染の観点からあまり好ましいとは言えない。
海中もさることながら、漁師が使用する係船や漁具に餌木がかかってしまうこともあり、漁業関係者の迷惑になることも大きな問題となる。近年では、鉛の器具に糸がついたヤエン仕掛けが漁師の網にかかって網が破れる原因にもなっている。
2020年、兵庫県では根掛かりして放置されたエギが、たこつぼ漁に従事する漁師の体に突き刺さるという事故が頻発した。地元漁協が海底のエギの回収に乗り出したところ、2カ月半で実に約16000個が引き上げられた。漁協では釣り人に注意を促すとともに、エギを製造する業者に釣り針の改良を求めることとした。